# Marina Rossanda
Marina Rossanda (Pola, 17 dicembre 1927 – Roma, 1º dicembre 2006) è stata una politica e medico italiana, sorella di Rossana Rossanda.

## Biografia
Laureata in medicina a Milano, medico primario all'ospedale Niguarda, venne eletta al Senato della Repubblica per due legislature con il Partito Comunista Italiano e fu consigliere regionale nel Lazio con il PRC.
Nel 1982 creò l'Associazione medica italo-palestinese, e si recò frequentemente nel Libano ed in Palestina. Adottò una ragazza palestinese e fondò l'Associazione Gazzella Onlus per favorire l'adozione a distanza dei bambini palestinesi feriti